# Bridges to Babylon (1998)
Bridges to Babylon är en DVD av Rolling Stones som spelades in på en konsert under Bridges to Babylon Tour.

## Låtlista
1. Öppning
2. (I Can't Get No) Satisfaction
3. Let's Spend The Night Together
4. Flip The Switch
5. Gimme Shelter
6. Wild Horses
7. Saint Of Me
8. Out Of Control
9. Waiting On A Friend
10. Miss You
11. I Wanna Hold You (Keith sjunger)
12. Across The Bridge
13. It's Only Rock 'n' Roll (But I Like It) (mini scenen)
14. Like A Rolling Stone (mini scenen)
15. Sympathy For The Devil
16. Tumbling Dice
17. Honky Tonk Women
18. Start Me Up
19. Jumping Jack Flash
20. You Can't Always Get What You Want
21. Brown Sugar